# Victor Ieronim Stoichiță
Victor Ieronim Stoichiță (n. 13 iunie 1949, București) este un critic și istoric de artă român.
Înainte să părăsească România, a făcut parte din Școala de la Păltiniș condusă de filozoful Constantin Noica, alături de Gabriel Liiceanu, Andrei Pleșu, etc. A început studiile la Universitatea din București și după primul an reușește la concursul pentru o bursă în străinătate. A absolvit istoria artei, cu o teză de licență susținută la Roma și un doctorat de stat la Paris cu teza Le Prémoderne, Aspects poïétiques et intertextuels dans la peinture du XVIe et du XVIIe siècles. Apropiat al grupului de la Păltiniș și al lui Constantin Noica, Victor Ieronim Stoichița a fost între 1973-1981 asistent la Catedra de istoria și teoria artei la Academia de Arte Frumoase din București. A plecat apoi din România, inițial cu o bursă Humboldt.
A fost profesor invitat al unor prestigioase instituții academice, precum Ecole des Hautes Etudes en Sciences Sociales Paris (2002) sau Harvard University (2004-2006). A fost asistent la Catedra de Istorie și Teoria Artei a Academiei de Arte Frumoase din București (1973–1981) și la Institutul de Istorie a Artei al Universității din München (1984–1990), profesor invitat la Sorbona (1987), Göttingen (1989–1990) și Frankfurt (1990). Intre 1991 si 2019 a fost titularul catedrei de artă modernă  a Universității din Fribourg, Elveția. În februarie 2007 a primit titlul de Doctor Honoris Causa al Universității Naționale de Arte din Bucureșt, iar în iunie 2022 a primit același titlu de la Universitatea de vest din Timișoara. Universitatea Catolică din Louvain (Belgia) l-a onorat cu același titlu în anul 2011. Este membru al Academiei Europene si membru corespondent al Academiei Nationale a Italiei ("dei Lincei"), al Academiei Regale a Belgiei si al Academiei Poloneze. Este Cavaler al ordinului artelor și literelor al Republicii Franceze din anul 2014. Este membru în comitetele științifice, editoriale sau boardurile unor importante publicații de artă, estetică sau semiotică din Europa și SUA. 
Operele sale au fost traduse în limbile germană, engleză, spaniolă, italiană, portugheză, poloneză, rusă, română, turcă, japoneză, coreeană și chineză.

## În România
- Simone Martini, București, Meridiane, 1975;
- Ucenicia lui Duccio di Buoninsegna, București, Meridiane, 1976;
- Pontormo și manierismul, București, Meridiane, 1978; reedit. Humanitas, 2008;
- Mondrian, București, Meridiane, 1979;
- Georges de La Tour; trad. Nicole Maria Magdalena Schelarie; București, Meridiane, 1980;
- Creatorul și umbra lui, București, Meridiane, 1981;

## În străinătate
- L'instauration du tableau. Métapeinture à l'aube des Temps Modernes, Méridiens-Klincksieck, Paris, 1993 ("Instaurarea tabloului. Metapictura în zorii Timpurilor Moderne"; trad. de Andrei Niculescu, Meridiane, București, 1999; reedit. București, Humanitas, 2012);
- Efectul Don Quijote: repere pentru o hermeneutică a imaginarului european; trad. de Ruxandra Demetrescu, Gina Vieru și Corina Mircan; București, Humanitas, 1995;
- Visionary Experience in the Golden Age of Spanish Art, Reaktion Books, London, 1995 ("Experiența vizionară în arta spaniolă a Secolului de Aur"; trad. de Ruxandra Demetrescu și Anca Oroveanu; București, Humanitas, 2011);
- A Short History of the Shadow, Reaktion Books, Londra, 1997 ("Scurtă istorie a umbrei"; în colaborare cu Anna Maria Coderch; trad. de Mona Antohi, București, Humanitas, 2000; 2008);
- Goya: The Last Carnival, Reaktion Books, 1999 ("Ultimul carnaval: Goya, Sade și lumea rasturnată"; în colaborare cu Anna Maria Coderch; trad. de Delia Razdolescu; București, Humanitas, 2007);
- Past Things and Present: Jasper Johns Since 1983, Walker Art Center, 2003;
- Ver y no ver : La tematización de la mirada en la pintura impresionista, 2005 ("Vezi?: despre privire în pictura impresionistă"; trad. de Mona Antohi, Ruxandra Demetrescu și Gina Vieru; București, Humanitas, 2007);
- Simulacros: el efecto Pigmalión: de Ovidio a Hitchcock, Siruela, 2006 ("Efectul Pygmalion. De la Ovidiu la Hitchcock", trad. Delia Răzdolescu, București, Humanitas, 2011);
- Como saborear un cuadro y otros estudios de historia del arte, Madrid: Cátedra, 2009 ("Cum se savurează un tablou și alte studii de istoria artei"; trad. de Anca Oroveanu și Ruxandra Demetrescu; București, Humanitas, 2015);
- Figures de la transgression, Genève, Droz, 2013;
- L'image de l'Autre. Noirs, Juifs, Musulmans et «Gitans» dans l'art occidental des Temps Modernes, Paris, Hazan, coll. La Chaire du Louvre, 2014; (ciclu omonim[nefuncțională – arhivă]
 de cinci conferințe la Muzeul Luvru, 18 septembrie - 16 octombrie 2014); "Imaginea Celuilalt: negri, evrei, musulmani și țigani în arta occidentală în zorii epocii moderne (1453-1800)"; trad. de Anca Oroveanu și Ruxandra Demetrescu,  București, Humanitas, 2017);
- Oublier Bucarest. Un récit, Actes Sud Editions, 2014 ("Despărțirea de București: o povestire"; trad. de Mona Antohi; București, Humanitas, 2015);
- L'effet Sherlock Holmes. Variations du regard de Manet à Hitchcock, Bibliothèque Hazan, 2015 ("Efectul Sherlock Holmes. Trei intrigi cinematografice"; trad. de Mona Antohi, București, Humanitas, 2013);
- Des Corps. Anatomies, Défenses, Fantasmes, Geneva, Droz, 2019.

## Traduceri
- Francisco de Hollanda - Dialoguri romane cu Michelangelo; trad. și pref. de Victor Ieronim Stoichiță; București, Meridiane, 1974;
- Leonardo da Vinci; pref., antologie de texte și de imagini, cronologie și trad.: Victor Ieronim Stoichiță; București, Meridiane, 1978;
- Filippo Baldinucci - Viața lui Gian Lorenzo Bernini; Paul Fréart de Chantelou - Jurnalul călătoriei în Franța a cavalerului Bernini; pref., note și trad. de Victor Ieronim Stoichiță; București, Meridiane, 1981;
- Cesare Brandi - Teoria generală a criticii; trad. de Mihail B. Constantin și Victor Ieronim Stoichiță ; pref. de Victor Ieronim Stoichiță; București, Univers, 1985.